# Waverly (Washington)
Waverly es una Pueblo ubicada en el condado de Spokane en el estado estadounidense de Washington. En el año 2000 tenía una población de 116 habitantes y una densidad poblacional de 115,5 personas por km².

## Geografía
Waverly se encuentra ubicada en las coordenadas 47°20′23″N 117°13′43″O / 47.33972, -117.22861.

## Demografía
Según la Oficina del Censo en 2000 los ingresos medios por hogar en la localidad eran de $38.125, y los ingresos medios por familia eran $43.750. Los hombres tenían unos ingresos medios de $31.042 frente a los $20.625 para las mujeres. La renta per cápita para la localidad era de $15.072. Alrededor del 8,4% de la población estaban por debajo del umbral de pobreza.